# Нарва-Јиесу
Нарва-Јоесу (ест. Narva-Jõesuu, рус. Усть-На́рва) је мало градско насеље на крајњем североистоку Естоније. Град припада округу Ида-Виру.
Град Нарва-Јоесу се простире се на 11,03 km² и према попису из 2010. године у њему је живело 2.602 становника. Већина градског становништва су Руси.
Нарва-Јоесу је вековима позната ваздушна бања у овом делу Европе, захваљујући боровим шумама и посебној ветровитости. Међутим, због лоших односа месних Руса и Естонаца град је већ годинама у озбиљној привредној кризи. Томе доприноси и погранични карактер града, не само на крају Естоније, већ и на крају Европске уније.